# Tali Open 2021
Il Tali Open 2021, noto anche come HPP Open per ragioni di sponsorizzazione, è stato un torneo maschile di tennis giocato sul cemento indoor. Era la 16ª edizione del torneo, facente parte della categoria Challenger 80 nell'ambito dell'ATP Challenger Tour 2021. Si è giocato al Tali Tennis Center di Helsinki, in Finlandia, dal 15 al 21 novembre 2021.

## Partecipanti

### Teste di serie
| Nazionalità | Giocatore        | Ranking* | Testa di serie |
| ----------- | ---------------- | -------- | -------------- |
| Finlandia   | Emil Ruusuvuori  | 79       | 1              |
| Svizzera    | Henri Laaksonen  | 99       | 2              |
| Slovacchia  | Alex Molčan      | 106      | 3              |
| Bielorussia | Egor Gerasimov   | 113      | 4              |
| Germania    | Oscar Otte       | 125      | 5              |
| Regno Unito | Liam Broady      | 127      | 6              |
| Slovacchia  | Jozef Kovalík    | 135      | 7              |
| Serbia      | Nikola Milojević | 137      | 8              |

* Ranking all'8 novembre 2021.

### Altri partecipanti
I seguenti giocatori hanno ricevuto una wild card per il tabellone principale:
- Jack Draper
- Patrik Niklas-Salminen
- Otto Virtanen

Il seguente giocatore è entrato in tabellone come special exempt:
- Zsombor Piros

I seguenti giocatori sono entrati in tabellone come alternate:
- Matthias Bachinger
- Julian Lenz

I seguenti giocatori sono passati dalle qualificazioni:
- Joris De Loore
- Jonáš Forejtek
- Shintaro Mochizuki
- Aleksandr Ševčenko

## Punti e montepremi
| Torneo    | Torneo              | V     | F     | SF    | QF    | 2T  | 1T  | Q | Q2  | Q1  |
| Singolare | Punti               | 80    | 48    | 29    | 15    | 7   | 0   | 4 | 1   | 0   |
| Singolare | Premi in denaro (€) | 6 190 | 3 650 | 2 160 | 1 260 | 730 | 450 | – | 225 | 115 |
| Doppio    | Punti               | 80    | 48    | 29    | 15    | –   | 0   | – | –   | –   |
| Doppio    | Premi in denaro (€) | 2 670 | 1 550 | 930   | 550   | –   | 310 | – | –   | –   |

## Campioni

### Singolare
Alex Molčan ha sconfitto in finale  João Sousa con il punteggio di 6–3, 6–2.

### Doppio
Alexander Erler /  Lucas Miedler hanno sconfitto in finale  Harri Heliövaara /  Jean-Julien Rojer con il punteggio di 6–3, 7–6(2).